# Conferencia episcopal ortodoxa de América Latina
La Asamblea de Obispos Canónicos Ortodoxos de América Latina (anteriormente Asamblea Episcopal de América del Sur) está formada por todos los obispos ortodoxos de América Latina representando múltiples jurisdicciones. No es, propiamente hablando, un sínodo. Es una de varias asambleas de este tipo en todo el mundo que operan en la llamada «diáspora».

## Descripción general
La asamblea se organizó cuando los delegados de las 14 Iglesias ortodoxas autocéfalas se reunieron en Chambésy, Suiza, del 6 al 12 de junio de 2009. En aquel momento, la conferencia aprobó la creación de asambleas episcopales en 12 regiones de la llamada diáspora ortodoxa que se encuentran más allá de las fronteras de las iglesias autocéfalas. Dichas asambleas tendrían la autoridad de proponer futuras estructuras administrativas para la Iglesia en sus respectivas regiones.
En América se establecieron dos asambleas: la Asamblea episcopal de América del Norte y América Central y la Asamblea episcopal de América del Sur. Sin embargo, los obispos de México y América Central solicitaron unirse a la asamblea sudamericana, mientras que los obispos canadienses querían su propia asamblea separada de la de los Estados Unidos . Así, después de cinco años de reflexión y discusión, en abril de 2014, las dos asambleas se reorganizaron en las tres asambleas respectivas: la Asamblea de obispos ortodoxos canónicos de Canadá, la Asamblea de obispos ortodoxos canónicos de los Estados Unidos de América y la Asamblea de obispos ortodoxos canónicos de América Latina.

## Miembros de la Asamblea
Las jurisdicciones latinoamericanas incluyen las siguientes, organizadas según orden díptico:
- Patriarcado Ecuménico de Constantinopla
  - Metropolitanato ortodoxo griego de México, Centroamérica y el Caribe
  - Metropolitanato ortodoxo griego de Buenos Aires y Sudamérica
  - Iglesia ortodoxa ucraniana de Estados Unidos - Eparquía oriental [que incluye una misión en Puerto Rico]
  - Iglesia ortodoxa ucraniana en América del Sur (bajo el cuidado del obispo de la Iglesia ortodoxa ucraniana de Estados Unidos)
- Patriarcado de Antioquía
  - Arquidiócesis ortodoxa antioqueña de México, Venezuela, Centroamérica y el Caribe
  - Arquidiócesis ortodoxa antioqueña de Buenos Aires y toda la Argentina
  - Arquidiócesis ortodoxa antioqueña de Santiago y todo Chile
  - Arquidiócesis ortodoxa antioqueña de São Paulo y de todo Brasil
  - Vicariato patriarcal de Río de Janeiro
- Patriarcado de Moscú
  - Parroquia Patriarcal Ortodoxa Rusa en México (bajo el cuidado del administrador de las Parroquias patriarcales en Estados Unidos)[4]
  - Diócesis ortodoxa rusa de Argentina y América del Sur
  - Iglesia ortodoxa rusa fuera de Rusia
    - Arquidiócesis ortodoxa rusa de Nueva York y Estados Unidos Oriental [que incluye una parroquia en Puerto Rico]
    - Diócesis ortodoxa rusa de San Francisco y Estados Unidos Occidental [que incluye a México]
    - Diócesis ortodoxa rusa de Caracas y América del Sur
- Patriarcado de Serbia
  - Diócesis ortodoxa serbia de Estados Unidos Occidental [que incluye a México]
  - Diócesis ortodoxa serbia de Buenos Aires, América del Sur y América Central
- Metrópolis ortodoxa rumana de las Américas (bajo el cuidado del Arzobispo de los Estados Unidos de América)
- Comunidades del Patriarcado búlgaro en Argentina y Brasil
- Diócesis ortodoxa georgiana de América del Sur
- Iglesia Ortodoxa Polaca
  - Arquidiócesis ortodoxa polaca de Río de Janeiro y Olinda-Recife
  - Diócesis ortodoxa polaca de Recife
- Diócesis de México de la Iglesia ortodoxa en América

## Asamblea Inaugural (2010)
La «Primera asamblea episcopal de las Iglesias Ortodoxas de América del Sur» tuvo lugar del 16 al 18 de abril de 2010, en la Arquidiócesis de Antioquía de São Paulo, Brasil, bajo la dirección del Arzobispo Damaskinos. Esta asamblea reunió a obispos de varias Iglesias ortodoxas del continente, incluidos los Patriarcados de Constantinopla, Antioquía, Moscú y Rumania. Estuvieron presentes diez obispos, la única ausencia fue el obispo del Patriarcado de Serbia, que estaba ocupado en la reunión del Santo Sínodo Serbio.
El objetivo principal de la asamblea fue implementar las resoluciones tomadas durante la IV Conferencia Episcopal en Chambésy, Suiza, en 2009. Esta iniciativa global tenía como objetivo crear asambleas de obispos en todo el mundo para mejorar la visibilidad de la Ortodoxia y coordinar esfuerzos de colaboración en áreas como educación, catequesis, traducción de textos litúrgicos y relaciones con las autoridades públicas. Las discusiones en la asamblea incluyeron la adopción de una versión en español de los documentos aprobados en Chambésy, y cada Iglesia ortodoxa de América del Sur presentó su situación actual. La asamblea estableció un Comité Ejecutivo compuesto por el Arzobispo Atenágoras de México (Presidente, Patriarcado de Constantinopla), Antonio de México (1er Vicepresidente, Patriarcado de Antioquía), Platón de Buenos Aires (2do Vicepresidente, Patriarcado de Moscú), Siluan de Buenos Aires (Secretario, Patriarcado de Antioquía), y Tarasios de Buenos Aires (Miembro, Patriarcado de Constantinopla). La asamblea concluyó con varias recomendaciones que deben abordarse a nivel interortodoxo.
Un momento destacado del encuentro fue la celebración de la Divina Liturgia dominical en la Catedral de San Pablo de Antioquía, a la que asistieron las comunidades ortodoxas de San Pablo y representantes de diversas autoridades públicas, religiosas y sociales. Allí, la Asamblea expresó su agradecimiento al Presidente de Brasil, Luis Ignacio Lula Da Silva, por su apoyo y su mensaje transmitiendo buenos deseos para el éxito de la reunión y su impacto positivo en las comunidades de toda América del Sur. La asamblea también agradeció al Arzobispo Damaskinos por su cálida bienvenida, hospitalidad y esfuerzos organizativos, así como a la comunidad sirio-libanesa de São Paulo por su amabilidad y atención hacia los participantes de la asamblea.